# 일로동초등학교
일로동초등학교는 대한민국 전라남도 무안군에 있는 초등학교다.

## 학교 연혁
- 1946. 01. 20 일로남국민학교로 인가
- 1946. 02. 16 개교
- 1954. 07. 21 광암국민학교로 개칭
- 1957. 07. 21 일로동국민학교로 개칭
- 1981. 03. 02 일로동 병설유치원 개원
- 1990. 11. 02 도지정 과학교육시범학교 운영
- 1995. 11. 14 도지정 급식연구학교 운영
- 1996. 03. 01 일로동초등학교로 개칭
- 2003. 11. 24 남도 전통문화 자랑발표대회 수상
- 2004. 11. 25 남도 전통문화 자랑 발표대회 교육감상 수상
- 2007. 02. 13 학교문집 전시회 최우수표창: 전라남도교육감
- 2011. 11. 08 군지정 중국어 연구학교 운영
- 2012. 09. 01 제26대 박동근 교장 부임
- 2015. 02. 13 제67회 졸업식(총 4,796명)
- 2015. 03. 01 제26대 이순희 교감 부임